# Dermatophagoides pteronyssinus
Dermatophagoides pteronyssinus är en spindeldjursart som först beskrevs av Édouard Louis Trouessart 1898.  Dermatophagoides pteronyssinus ingår i släktet Dermatophagoides och familjen Pyroglyphidae. Inga underarter finns listade i Catalogue of Life.